# Amage perfecta
Amage perfecta är en ringmaskart som beskrevs av Moore 1923. Amage perfecta ingår i släktet Amage och familjen Ampharetidae. Inga underarter finns listade i Catalogue of Life.